# N24 (Guinea)
Die N24 ist eine Fernstraße in Guinea, die in Gaoual an der Ausfahrt der N1 beginnt und in Kindia an der Zufahrt zur N23 endet. In Teliméle kreuzt sie sich mit der N27. Sie ist 258 Kilometer lang.